# Le Plessis-Lastelle
Le Plessis-Lastelle é uma comuna francesa na região administrativa da Normandia, no departamento Mancha. Estende-se por uma área de 14,78 km². Em 2010 a comuna tinha 245 habitantes (densidade: 16,6 hab./km²).